# Cantó de Bellegarde
El cantó de Bellegarde és un cantó francès del departament de Loiret, situat al districte de Montargis. Té 12 municipis i el cap és Bellegarde.

## Municipis
- Auvilliers-en-Gâtinais
- Beauchamps-sur-Huillard
- Bellegarde
- Chapelon
- Fréville-du-Gâtinais
- Ladon
- Mézières-en-Gâtinais
- Moulon
- Nesploy
- Ouzouer-sous-Bellegarde
- Quiers-sur-Bézonde
- Villemoutiers

## Història
| Data d'elecció                           | Identitat      | Partit                     | Qualitat |
| ---------------------------------------- | -------------- | -------------------------- | -------- |
| 1945-1970                                | M. Gavaret     | Divers droite              |          |
| 1970-2001                                | Yvon Plisson   | Divers droite, després RPR |          |
| 2001-                                    | Albert Février | Divers droite, després UMP |          |
| les dades anteriors no són pas conegudes |                |                            |          |
|                                          |                |                            |          |

## Demografia
| A partir de 1990: Població sense dobles comptes |